# Aleksejs Višņakovs
Aleksejs Višņakovs (Riga, 3 febbraio 1984) è un ex calciatore lettone, di ruolo centrocampista.

## Carriera

### Club
Ha debuttato in massima serie nel 2001, con lo Skonto: giocò solo due partite, vincendo sia il campionato che la Coppa. L'anno seguente, invece, totalizzò venti presenze con l'Auda, ma la squadra finì ultima retrocedendo. Višņakovs, però, tornò allo Skonto, con cui vinse altri due campionati. Nel 2008 passò al Ventspils, con la squadra che arrivò per due campionati consecutivi seconda.
Nel gennaio del 2011 andò per la prima volta all'estero, con i polacchi del KS Cracovia. Esordì nel campionato polacco il 25 febbraio 2011, entrando al posto di Alexandru Suvorov nella gara contro il Legia Varsavia. Il 19 marzo 2011 mise a segno la sua prima rete con il KS Cracovia, nella vittoriosa gara contro il Korona Kielce. A fine campionato il KS Cracovia si salvò per un punto; l'anno seguente, invece, finì ultimo retrocedendo.
Nell'agosto del 2012, però, scese nella seconda serie russa con il Baltika Kaliningrad con cui esordì il 27 agosto 2012 contro l'Ufa; la sua prima rete contro il Baltika risale alla trasferta contro l'Enisej il 2 ottobre 2012.
Tra luglio ed agosto 2013 tornò brevemente in patria nelle file dello Spartaks Jūrmala; dopo appena quattro presenze (accompagnate da una rete segnata contro il Daugava Daugavpils), però, tornò in Polonia, questa volta al Widzew Łódź. Anche in questo caso la stagione terminò con una retrocessione.
L'anno seguente si trasferì in Moldavia, acquistato dallo Zimbru Chișinău; anche questa avventura durò pochi mesi e dopo appena pochi mesi fece ritorno allo Skonto, con cui vince subito una coppa di lega lettone.
Col fallimento dello Skonto si accasa all'RFS Riga, con cui rimane per due stagioni, in cui la squadra si attesta nelle posizioni alte della classifica e vince un'altra coppa di lega. Nel 2018 passa allo Spartaks Jūrmala, campione in carica, mentre nel 2019 si trasferisce al Riga FC con cui vince il campionato. Chiude la carriera nell seconda serie lettone con il Super Nova

### Nazionale
Ha esordito in nazionale il 1º dicembre 2004, contro l'Oman; due mesi dopo, il 9 febbraio 2005, ha segnato il suo primo gol contro l'Austria.
Con la nazionale ha vinto tre edizioni della Coppa del Baltico: 2008, 2012 e 2014.

## Statistiche

### Cronologia presenze e reti in nazionale
| Cronologia completa delle presenze e delle reti in nazionale ― Lettonia | Cronologia completa delle presenze e delle reti in nazionale ― Lettonia | Cronologia completa delle presenze e delle reti in nazionale ― Lettonia | Cronologia completa delle presenze e delle reti in nazionale ― Lettonia | Cronologia completa delle presenze e delle reti in nazionale ― Lettonia | Cronologia completa delle presenze e delle reti in nazionale ― Lettonia | Cronologia completa delle presenze e delle reti in nazionale ― Lettonia | Cronologia completa delle presenze e delle reti in nazionale ― Lettonia |
| Data                                                                    | Città                                                                   | In casa                                                                 | Risultato                                                               | Ospiti                                                                  | Competizione                                                            | Reti                                                                    | Note                                                                    |
| ----------------------------------------------------------------------- | ----------------------------------------------------------------------- | ----------------------------------------------------------------------- | ----------------------------------------------------------------------- | ----------------------------------------------------------------------- | ----------------------------------------------------------------------- | ----------------------------------------------------------------------- | ----------------------------------------------------------------------- |
| 1-12-2004                                                               | Riffa                                                                   | Oman                                                                    | 3 – 2                                                                   | Lettonia                                                                | Coppa del Primo Ministro                                                | -                                                                       |                                                                         |
| 3-12-2004                                                               | Riffa                                                                   | Bahrein                                                                 | 2 – 2 dts (4 - 2 dtr)                                                   | Lettonia                                                                | Coppa del Primo Ministro                                                | -                                                                       | 82’                                                                     |
| 8-2-2005                                                                | Nicosia                                                                 | Finlandia                                                               | 2 – 1                                                                   | Lettonia                                                                | Torneo Internazionale                                                   | -                                                                       | 64’                                                                     |
| 9-2-2005                                                                | Limassol                                                                | Austria                                                                 | 1 – 1                                                                   | Lettonia                                                                | Torneo Internazionale                                                   | 1                                                                       | 46’                                                                     |
| 21-5-2005                                                               | Kaunas                                                                  | Lituania                                                                | 2 – 0                                                                   | Lettonia                                                                | Coppa del Baltico 2005                                                  | -                                                                       |                                                                         |
| 4-6-2005                                                                | San Pietroburgo                                                         | Russia                                                                  | 2 – 0                                                                   | Lettonia                                                                | Qual. Mondiali 2006                                                     | -                                                                       |                                                                         |
| 8-10-2005                                                               | Riga                                                                    | Lettonia                                                                | 2 – 2                                                                   | Giappone                                                                | Amichevole                                                              | -                                                                       | 46’                                                                     |
| 12-10-2005                                                              | Porto                                                                   | Portogallo                                                              | 3 – 0                                                                   | Lettonia                                                                | Qual. Mondiali 2006                                                     | -                                                                       | 57’                                                                     |
| 12-11-2005                                                              | Minsk                                                                   | Bielorussia                                                             | 3 – 1                                                                   | Lettonia                                                                | Amichevole                                                              | 1                                                                       | 56’                                                                     |
| 24-12-2005                                                              | Phang Nga                                                               | Thailandia                                                              | 1 – 1                                                                   | Lettonia                                                                | King's Cup 2005                                                         | -                                                                       | 75’                                                                     |
| 26-12-2005                                                              | Phuket                                                                  | Corea del Nord                                                          | 1 – 1                                                                   | Lettonia                                                                | King's Cup 2005                                                         | -                                                                       | 46’                                                                     |
| 28-12-2005                                                              | Phuket                                                                  | Oman                                                                    | 1 – 2                                                                   | Lettonia                                                                | King's Cup 2005                                                         | -                                                                       | 46’                                                                     |
| 30-12-2005                                                              | Phuket                                                                  | Corea del Nord                                                          | 1 – 2                                                                   | Lettonia                                                                | King's Cup 2005                                                         | -                                                                       | 52’                                                                     |
| 28-5-2006                                                               | East Hartford                                                           | Stati Uniti                                                             | 1 – 0                                                                   | Lettonia                                                                | Amichevole                                                              | -                                                                       | 70’                                                                     |
| 2-9-2006                                                                | Riga                                                                    | Lettonia                                                                | 0 – 1                                                                   | Svezia                                                                  | Qual. Euro 2008                                                         | -                                                                       | 87’                                                                     |
| 6-9-2006                                                                | Hesperange                                                              | Lussemburgo                                                             | 0 – 0                                                                   | Lettonia                                                                | Amichevole                                                              | -                                                                       | 21’ 70’                                                                 |
| 7-10-2006                                                               | Riga                                                                    | Lettonia                                                                | 4 – 0                                                                   | Islanda                                                                 | Qual. Euro 2008                                                         | 1                                                                       | 46’                                                                     |
| 11-10-2006                                                              | Belfast                                                                 | Irlanda del Nord                                                        | 1 – 0                                                                   | Lettonia                                                                | Qual. Euro 2008                                                         | -                                                                       | 85’                                                                     |
| 6-2-2007                                                                | Larnaca                                                                 | Bulgaria                                                                | 2 – 0                                                                   | Lettonia                                                                | Torneo Internazionale                                                   | -                                                                       |                                                                         |
| 7-2-2007                                                                | Limassol                                                                | Ungheria                                                                | 2 – 0                                                                   | Lettonia                                                                | Torneo Internazionale                                                   | -                                                                       | 86’                                                                     |
| 28-3-2007                                                               | Vaduz                                                                   | Liechtenstein                                                           | 1 – 0                                                                   | Lettonia                                                                | Qual. Euro 2008                                                         | -                                                                       |                                                                         |
| 22-8-2007                                                               | Riga                                                                    | Lettonia                                                                | 1 – 2                                                                   | Moldavia                                                                | Amichevole                                                              | -                                                                       | 65’                                                                     |
| 12-9-2007                                                               | Oviedo                                                                  | Spagna                                                                  | 2 – 0                                                                   | Lettonia                                                                | Qual. Euro 2008                                                         | -                                                                       | 69’                                                                     |
| 13-10-2007                                                              | Reykjavík                                                               | Islanda                                                                 | 2 – 4                                                                   | Lettonia                                                                | Qual. Euro 2008                                                         | -                                                                       | 90+2’                                                                   |
| 17-10-2007                                                              | Copenaghen                                                              | Danimarca                                                               | 3 – 1                                                                   | Lettonia                                                                | Qual. Euro 2008                                                         | -                                                                       | 78’                                                                     |
| 17-11-2007                                                              | Riga                                                                    | Lettonia                                                                | 4 – 1                                                                   | Liechtenstein                                                           | Qual. Euro 2008                                                         | 1                                                                       | 82’                                                                     |
| 21-11-2007                                                              | Stoccolma                                                               | Svezia                                                                  | 2 – 1                                                                   | Lettonia                                                                | Qual. Euro 2008                                                         | -                                                                       | 43’                                                                     |
| 6-2-2008                                                                | Tbilisi                                                                 | Georgia                                                                 | 3 – 1                                                                   | Lettonia                                                                | Amichevole                                                              | -                                                                       | 21’ 46’                                                                 |
| 26-3-2008                                                               | Andorra La Vella                                                        | Andorra                                                                 | 0 – 3                                                                   | Lettonia                                                                | Amichevole                                                              | -                                                                       | 58’                                                                     |
| 30-5-2008                                                               | Riga                                                                    | Lettonia                                                                | 1 – 0                                                                   | Estonia                                                                 | Coppa del Baltico 2008                                                  | -                                                                       | 78’                                                                     |
| 10-9-2008                                                               | Riga                                                                    | Lettonia                                                                | 0 – 2                                                                   | Grecia                                                                  | Qual. Mondiali 2010                                                     | -                                                                       | 79’                                                                     |
| 11-10-2008                                                              | San Gallo                                                               | Svizzera                                                                | 2 – 1                                                                   | Lettonia                                                                | Qual. Mondiali 2010                                                     | -                                                                       | 81’                                                                     |
| 15-10-2008                                                              | Riga                                                                    | Lettonia                                                                | 1 – 1                                                                   | Israele                                                                 | Qual. Mondiali 2010                                                     | -                                                                       | 74’                                                                     |
| 12-11-2008                                                              | Tallinn                                                                 | Estonia                                                                 | 1 – 1                                                                   | Lettonia                                                                | Amichevole                                                              | -                                                                       | 62’                                                                     |
| 11-2-2009                                                               | Limassol                                                                | Armenia                                                                 | 0 – 0                                                                   | Lettonia                                                                | Amichevole                                                              | -                                                                       | 60’                                                                     |
| 28-3-2009                                                               | Lussemburgo                                                             | Lussemburgo                                                             | 0 – 4                                                                   | Lettonia                                                                | Qual. Mondiali 2010                                                     | 1                                                                       | 66’                                                                     |
| 4-6-2011                                                                | Riga                                                                    | Lettonia                                                                | 0 – 1                                                                   | Israele                                                                 | Qual. Euro 2012                                                         | -                                                                       | 71’                                                                     |
| 2-9-2011                                                                | Tbilisi                                                                 | Georgia                                                                 | 0 – 1                                                                   | Lettonia                                                                | Qual. Euro 2012                                                         | -                                                                       |                                                                         |
| 6-9-2011                                                                | Riga                                                                    | Lettonia                                                                | 1 – 1                                                                   | Grecia                                                                  | Qual. Euro 2012                                                         | -                                                                       | 83’                                                                     |
| 7-10-2011                                                               | Riga                                                                    | Lettonia                                                                | 2 – 0                                                                   | Malta                                                                   | Qual. Euro 2012                                                         | 1                                                                       |                                                                         |
| 11-10-2011                                                              | Fiume                                                                   | Croazia                                                                 | 2 – 0                                                                   | Lettonia                                                                | Qual. Euro 2012                                                         | -                                                                       | 88’                                                                     |
| 22-5-2012                                                               | Klagenfurt                                                              | Lettonia                                                                | 0 – 1                                                                   | Polonia                                                                 | Amichevole                                                              | -                                                                       | 73’                                                                     |
| 1-6-2012                                                                | Võru                                                                    | Lettonia                                                                | 5 – 0                                                                   | Lituania                                                                | Coppa del Baltico 2012                                                  | 1                                                                       | 78’                                                                     |
| 3-6-2012                                                                | Võru                                                                    | Lettonia                                                                | 1 – 1 dts (5 - 3 dtr)                                                   | Finlandia                                                               | Coppa del Baltico 2012                                                  | -                                                                       | 45’ 77’                                                                 |
| 15-8-2012                                                               | Podgorica                                                               | Montenegro                                                              | 2 – 0                                                                   | Lettonia                                                                | Amichevole                                                              | -                                                                       | 63’                                                                     |
| 7-9-2012                                                                | Riga                                                                    | Lettonia                                                                | 1 – 2                                                                   | Grecia                                                                  | Qual. Mondiali 2014                                                     | -                                                                       | 75’                                                                     |
| 11-9-2012                                                               | Zenica                                                                  | Bosnia ed Erzegovina                                                    | 4 – 1                                                                   | Lettonia                                                                | Qual. Mondiali 2014                                                     | -                                                                       | 61’                                                                     |
| 12-10-2012                                                              | Bratislava                                                              | Slovacchia                                                              | 2 – 1                                                                   | Lettonia                                                                | Qual. Mondiali 2014                                                     | -                                                                       |                                                                         |
| 16-10-2012                                                              | Riga                                                                    | Lettonia                                                                | 2 – 0                                                                   | Liechtenstein                                                           | Qual. Mondiali 2014                                                     | -                                                                       | 74’                                                                     |
| 6-2-2013                                                                | Kobe                                                                    | Giappone                                                                | 3 – 0                                                                   | Lettonia                                                                | Amichevole                                                              | -                                                                       | 65’                                                                     |
| 22-3-2013                                                               | Vaduz                                                                   | Liechtenstein                                                           | 1 – 1                                                                   | Lettonia                                                                | Qual. Mondiali 2014                                                     | -                                                                       | 46’                                                                     |
| 28-5-2013                                                               | Duisburg                                                                | Lettonia                                                                | 3 – 3                                                                   | Turchia                                                                 | Amichevole                                                              | -                                                                       | 46’                                                                     |
| 5-3-2014                                                                | Skopje                                                                  | Macedonia                                                               | 2 – 1                                                                   | Lettonia                                                                | Amichevole                                                              | -                                                                       | 64’                                                                     |
| 29-5-2014                                                               | Liepāja                                                                 | Lettonia                                                                | 0 – 0 dts (4 - 2 dtr)                                                   | Estonia                                                                 | Coppa del Baltico 2014                                                  | -                                                                       | 64’                                                                     |
| 10-10-2014                                                              | Rīga                                                                    | Lettonia                                                                | 0 – 3                                                                   | Islanda                                                                 | Qual. Euro 2016                                                         | -                                                                       | 81’                                                                     |
| 13-10-2014                                                              | Rīga                                                                    | Lettonia                                                                | 1 – 1                                                                   | Turchia                                                                 | Qual. Euro 2016                                                         | -                                                                       | 45+2’ 80’                                                               |
| 16-11-2014                                                              | Amsterdam                                                               | Paesi Bassi                                                             | 6 – 0                                                                   | Lettonia                                                                | Qual. Euro 2016                                                         | -                                                                       | 70’                                                                     |
| 28-3-2015                                                               | Praga                                                                   | Rep. Ceca                                                               | 1 – 1                                                                   | Lettonia                                                                | Qual. Euro 2016                                                         | 1                                                                       | 82’                                                                     |
| 31-3-2015                                                               | Leopoli                                                                 | Ucraina                                                                 | 1 – 1                                                                   | Lettonia                                                                | Amichevole                                                              | -                                                                       | 60’                                                                     |
| 12-6-2015                                                               | Rīga                                                                    | Lettonia                                                                | 0 – 2                                                                   | Paesi Bassi                                                             | Qual. Euro 2016                                                         | -                                                                       | 75’                                                                     |
| 3-9-2015                                                                | Konya                                                                   | Turchia                                                                 | 1 – 1                                                                   | Lettonia                                                                | Qual. Euro 2016                                                         | -                                                                       |                                                                         |
| 6-9-2015                                                                | Rīga                                                                    | Lettonia                                                                | 1 – 2                                                                   | Rep. Ceca                                                               | Qual. Euro 2016                                                         | -                                                                       | 29’                                                                     |
| 10-10-2015                                                              | Reykjavík                                                               | Islanda                                                                 | 2 – 2                                                                   | Lettonia                                                                | Qual. Euro 2016                                                         | -                                                                       | 65’                                                                     |
| 13-10-2015                                                              | Rīga                                                                    | Lettonia                                                                | 0 – 1                                                                   | Kazakistan                                                              | Qual. Euro 2016                                                         | -                                                                       | 72’                                                                     |
| 13-11-2015                                                              | Belfast                                                                 | Irlanda del Nord                                                        | 1 – 0                                                                   | Lettonia                                                                | Amichevole                                                              | -                                                                       | 59’                                                                     |
| 25-3-2016                                                               | Trnava                                                                  | Slovacchia                                                              | 0 – 0                                                                   | Lettonia                                                                | Amichevole                                                              | -                                                                       | 58’                                                                     |
| 29-3-2016                                                               | Gibilterra                                                              | Gibilterra                                                              | 0 – 5                                                                   | Lettonia                                                                | Amichevole                                                              | 1                                                                       | 11’                                                                     |
| 1-6-2016                                                                | Liepāja                                                                 | Lettonia                                                                | 2 – 1                                                                   | Lituania                                                                | Coppa del Baltico 2016                                                  | -                                                                       | 46’                                                                     |
| 4-6-2016                                                                | Tallinn                                                                 | Estonia                                                                 | 0 – 0                                                                   | Lettonia                                                                | Coppa del Baltico 2016                                                  | -                                                                       | 46’                                                                     |
| 2-9-2016                                                                | Rīga                                                                    | Lettonia                                                                | 3 – 1                                                                   | Lussemburgo                                                             | Amichevole                                                              | -                                                                       | 67’                                                                     |
| 6-9-2016                                                                | Andorra la Vella                                                        | Andorra                                                                 | 0 – 1                                                                   | Lettonia                                                                | Qual. Mondiali 2018                                                     | -                                                                       |                                                                         |
| 7-10-2016                                                               | Rīga                                                                    | Lettonia                                                                | 0 – 2                                                                   | Fær Øer                                                                 | Qual. Mondiali 2018                                                     | -                                                                       |                                                                         |
| 10-10-2016                                                              | Rīga                                                                    | Lettonia                                                                | 0 – 2                                                                   | Ungheria                                                                | Qual. Mondiali 2018                                                     | -                                                                       | 57’                                                                     |
| 13-11-2016                                                              | Faro                                                                    | Portogallo                                                              | 4 – 1                                                                   | Lettonia                                                                | Qual. Mondiali 2018                                                     | -                                                                       | 79’                                                                     |
| 25-3-2017                                                               | Ginevra                                                                 | Svizzera                                                                | 1 – 0                                                                   | Lettonia                                                                | Qual. Mondiali 2018                                                     | -                                                                       | 56’                                                                     |
| 28-3-2017                                                               | Tbilisi                                                                 | Georgia                                                                 | 5 – 0                                                                   | Lettonia                                                                | Amichevole                                                              | -                                                                       | 46’                                                                     |
| 31-8-2017                                                               | Budapest                                                                | Ungheria                                                                | 3 – 1                                                                   | Lettonia                                                                | Qual. Mondiali 2018                                                     | -                                                                       | 72’                                                                     |
| 7-10-2017                                                               | Tórshavn                                                                | Fær Øer                                                                 | 0 – 0                                                                   | Lettonia                                                                | Qual. Mondiali 2018                                                     | -                                                                       | 66’                                                                     |
| 10-10-2017                                                              | Riga                                                                    | Lettonia                                                                | 4 – 0                                                                   | Andorra                                                                 | Qual. Mondiali 2018                                                     | -                                                                       | 65’                                                                     |
| 5-6-2018                                                                | Vilnius                                                                 | Lituania                                                                | 1 – 1                                                                   | Lettonia                                                                | Coppa del Baltico 2018                                                  | -                                                                       | 81’                                                                     |
| 9-6-2018                                                                | Liepāja                                                                 | Lettonia                                                                | 1 – 3                                                                   | Azerbaigian                                                             | Amichevole                                                              | -                                                                       | 69’                                                                     |
| Totale                                                                  |                                                                         | Presenze                                                                | 80                                                                      |                                                                         | Reti                                                                    | 9                                                                       |                                                                         |

## Palmarès

### Club

#### Competizioni nazionali
- Campionato lettone: 4

Skonto: 2001, 2003, 2004
Riga FC: 2019
- Coppa di Lettonia: 1

Skonto: 2001
- Coppa di Lega Lettonia: 2

Skonto: 2015
RFS Riga: 2017

#### Competizioni internazionali
- Baltic League: 1

Ventspils: 2009-2010

### Nazionale
- Coppa del Baltico: 3

2008, 2012, 2014